# Диана (шлюп)
«Диана» — русский трёхмачтовый парусный военный шлюп (1806—1813), первый корабль российской постройки, пересёкший экватор и совершивший кругосветное плавание под командованием В. М. Головнина (плавание И. Ф. Крузенштерна и Ю. Ф. Лисянского совершено раньше, но на кораблях английской постройки). Известен также участием в исследовании северной части Тихого океана и троекратным плаванием к берегам Японии под командованием П. И. Рикорда для освобождения Головнина и других русских моряков из японского плена.

## Строительство шлюпа и его характеристики
Шлюп перестроен корабельными мастерами И. В. Курепановым и А. И. Мелеховым из транспорта для перевозки леса, построенного в 1805 году на Олонецкой корабельной верфи в Лодейном Поле на реке Свирь. Далее переправлен в Санкт-Петербург, где зимой 1806—1807 годах под руководством мастера Мелехова перестроен для океанского плавания и в конце весны 1807 года налегке переведён в Кронштадт для окончательного вооружения.
Водоизмещение 300 тонн, длина 27,7 м, ширина по миделю 7,6 м.
Парусное вооружение — трёхмачтовое полное с прямыми парусами.
Артиллерийское вооружение — 14 шестифунтовых пушек, 4 восьмифунтовых карронад, 4 трёхфунтовых фальконета.

## Океанские плавания шлюпа «Диана»
25 июля 1807 года, после необходимого довооружения, шлюп «Диана», имея на борту экипаж в 64 человека, покинул Кронштадт и отправился на Камчатку для доставки военного груза в бухту Петра и Павла и в Охотский порт, а также для исследования северной части Тихого океана.
20 декабря 1807 года «Диана» пересекла экватор и направилась к берегам Бразилии. В. М. Головнин с гордостью отмечал, что это был первый случай, когда русский военный корабль отечественной постройки оказался в Южном полушарии.
Пройдя по маршруту Кронштадт — мыс Горн — мыс Доброй Надежды, в Саймонстауне (Южная Африка), в 1808 году из-за начавшейся англо-русской войны шлюп был захвачен англичанами. В 1809 году, после 13-месячного пленения, команда шлюпа, воспользовавшись туманной штормовой ночью, сумела вывести его из бухты, избежав преследования английских военных кораблей, превосходящих русский шлюп и по огневому, и по парусному вооружению.
Чтобы уклониться от встречи с английскими крейсерами, Головнин повёл «Диану» в стороне от обычных морских путей, намного южнее, по «ревущим сороковым» и «неистовым пятидесятым» градусам южной широты.
Обогнув Тасманию с юга, и сделав остановку на острове Танна в архипелаге Ново Гебридские острова, «Диана» 25 сентября 1809 года прибыла в бухту Петра и Павла на Камчатке (ныне г. Петропавловск-Камчатский).
В конце мая 1810 года «Диана» отправилась в плавание к берегам Русской Америки для доставки грузов в Ново-Архангельск и в другие русские поселения, а также для гидрографического исследования северо-восточных берегов Тихого океана. Кроме того, по уведомлению российского генерального консула в Филадельфии А. Я. Дашкова, следовало принять меры для защиты «компанейских» поселений от английских корсаров.
В 1811 году с борта «Дианы» производилась опись Курильских островов. После пленения японцами командира шлюпа Головнина, штурмана Андрея Хлебникова, мичмана Фёдора Мура, четырёх матросов — Дмитрия Симанова, Спиридона Макарова, Михаила Шкаева и Григория Васильева — и переводчика курильца Алексея, в командование шлюпом вступил старший помощник П. И. Рикорд.
Под его командой «Диана» вернулась в Охотский порт, а затем совершила три спасательных экспедиции в 1812 и 1813 году, закончившиеся освобождением русских моряков из японского плена..
В ноябре 1813 года «Диана» совершила последний рейс, после чего служила складом на отмели в Петропавловской гавани.
В июне 1816 года на Камчатку для ремонта и пополнения корабельных припасов прибыл русский путешественник Отто Евстафьевич Коцебу, совершавший на бриге «Рюрик» свое второе кругосветное плавание. Для восстановления и ремонта медной обшивки брига, начальник Петровавловского порта выделил еще неплохо сохранившуюся листовую медь, оставшуюся от шлюпа «Диана», так что в 1818 году некоторые детали шлюпа завершили кругосветное путешествие.

## Память о шлюпе «Диана»
В память о прославленном шлюпе имя «Диана» получили несколько кораблей, построенных впоследствии для Балтийского флота:

- в 1833 году — парусный фрегат «Диана» 44-пушечного ранга. Относился к рангу 44-пушечных фрегатов, но на деле имел 56 орудий. Заложен 3 декабря 1832 года в Санкт-Петербургском Главном адмиралтействе. Строитель К. А. Глазырин. Спущен на воду 24 августа 1833 года, вошел в состав Балтийского флота. Основные характеристики: водоизмещение около 1950 т., длина 48,6 м, ширина по мидель-шпангоуту 12.7 м, экипаж от 340 до 430 человек.
- в 1852 году — парусный 52-х пушечный фрегат «Диана», на котором Е. В. Путятин прибыл в Японию для подписания Симодского договора. Построен под руководством Ф. Т. Загуляева по чертежам фрегата «Паллада», разработанным кораблестроителем В. Ф. Стоке. Заложен на Соломбальской верфи в Архангельске 21 мая 1851 года, спущен на воду 19 мая 1852 года. Включён в состав Балтийского флота и в июле 1852 года переведён из Архангельска в Кронштадт. Длина 52.8 м, ширина 13.6 м.
- в 1896 году — бронепалубный крейсер «Диана», участвовавший в обороне Порт-Артура. Крейсер «Диана» — первый в целой серии крейсеров 1-го ранга типа «Диана», к которой относится и всемирно известный крейсер «Аврора». Был заложен 4 июня 1897 года в эллинге Галерного острова в Санкт-Петербурге. Спущен на воду 12 октября 1899 года. Вступил в строй 23 декабря 1901 года. Исключён из списков флота 21 ноября 1925 года.

Именем шлюпа назван Пролив Дианы между островами Кетой и Симушир (Курильские острова), открытый в ходе гидрографического описания Курильских островов, сделанного во время плавания на этом корабле в 1811 году. Также в честь шлюпа названа бухта на острове Кетой.
В 1996 году в память о курильской эпопее на Санкт-Петербургском Монетном дворе выпущена заключительная медаль серии «300 лет Российскому флоту», «Географические открытия» (скульпт. Г. П. Постников).
На аверсе медали изображены известные русские мореплаватели — первый командир «Дианы» В. М. Головнин и её последний командир П. И. Рикорд, а на реверсе — шлюп «Диана» на фоне Курильских островов.
В 2013 году на родине П. И. Рикорда в городе Торопец по инициативе и при участии А. Е. Неёлова и В. Н. Новикова было построено детско-юношеское учебное судно, названное в память о своём земляке шлюпом «Диана».
В мемориале русско-японской дружбы Нанохана Холл (яп. 菜の花ホール) на родине Такадая Кахэя в японском городе Сумото, который имеет прочные культурные связи с Торопцем, представлено внутреннее убранство каюты шлюпа «Диана», а также экспонируется изображение детско-юношеского учебного судна «Диана», построенного в Торопце.